# Station Wólka Niedzieliska
Station Wólka Niedzieliska is een spoorwegstation in de Poolse plaats Niedzieliska.